# Basie Viviers
Pour les articles homonymes, voir Basie.

a Compétitions nationales et continentales officielles uniquement.

b Matchs officiels uniquement.
Stefanus Sebastian "Basie" Viviers, né le 1er mars 1927 à Pietersburg et mort le 18 octobre 2009 à Brandfort, est un ancien joueur de rugby international sud-africain. Il évolue au poste d'arrière.

## Carrière
Il dispute son premier test match le 26 mai 1956 contre les Wallabies pour deux rencontres. La même année il est retenu pour trois des quatre matchs disputés contre les All Blacks. 
Il est nommé capitaine dès son premier match.
Il effectue sa carrière au sein de la province de l'État libre d'Orange et le Northern Transvaal.

## Palmarès
- 5 sélections, 5 comme capitaine
- Sélections par saison : 5 en 1956